# Mỏ két
Mỏ két hay thiên điểu (không phải loài thiên điểu thực thụ - danh pháp hai phần: Heliconia psittacorum) là một loài thực vật có hoa quanh năm, có vùng đặc hữu là vùng Caribe và Trung - Nam Mỹ, cụ thể là các vùng Guyane thuộc Pháp, Guyana, Suriname, Venezuela, Colombia, Bolivia, Brazil, Paraguay, Panama và Trinidad và Tobago. Loài này được trồng và nhân giống rộng rãi để làm cảnh.

## Hình ảnh

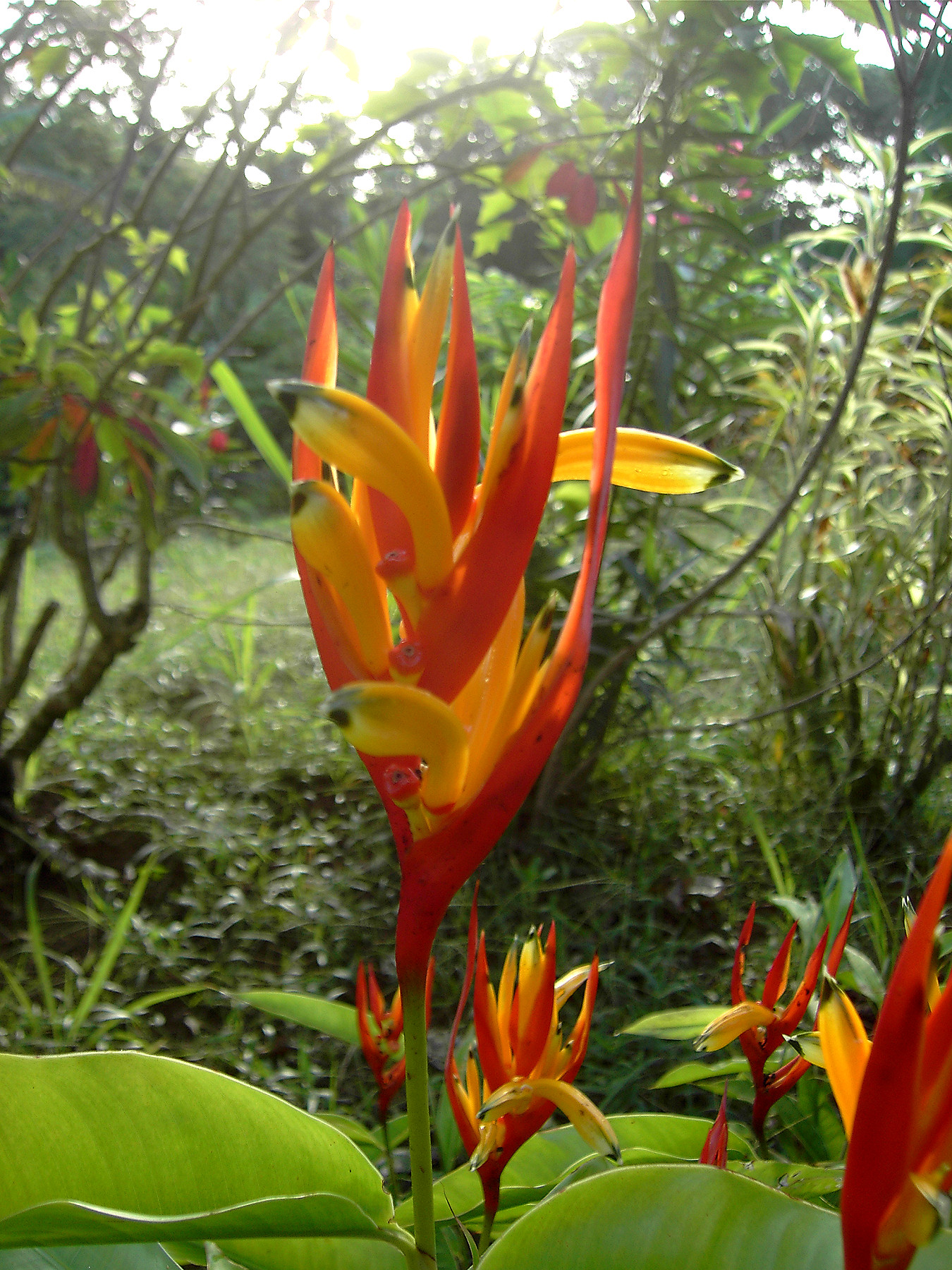
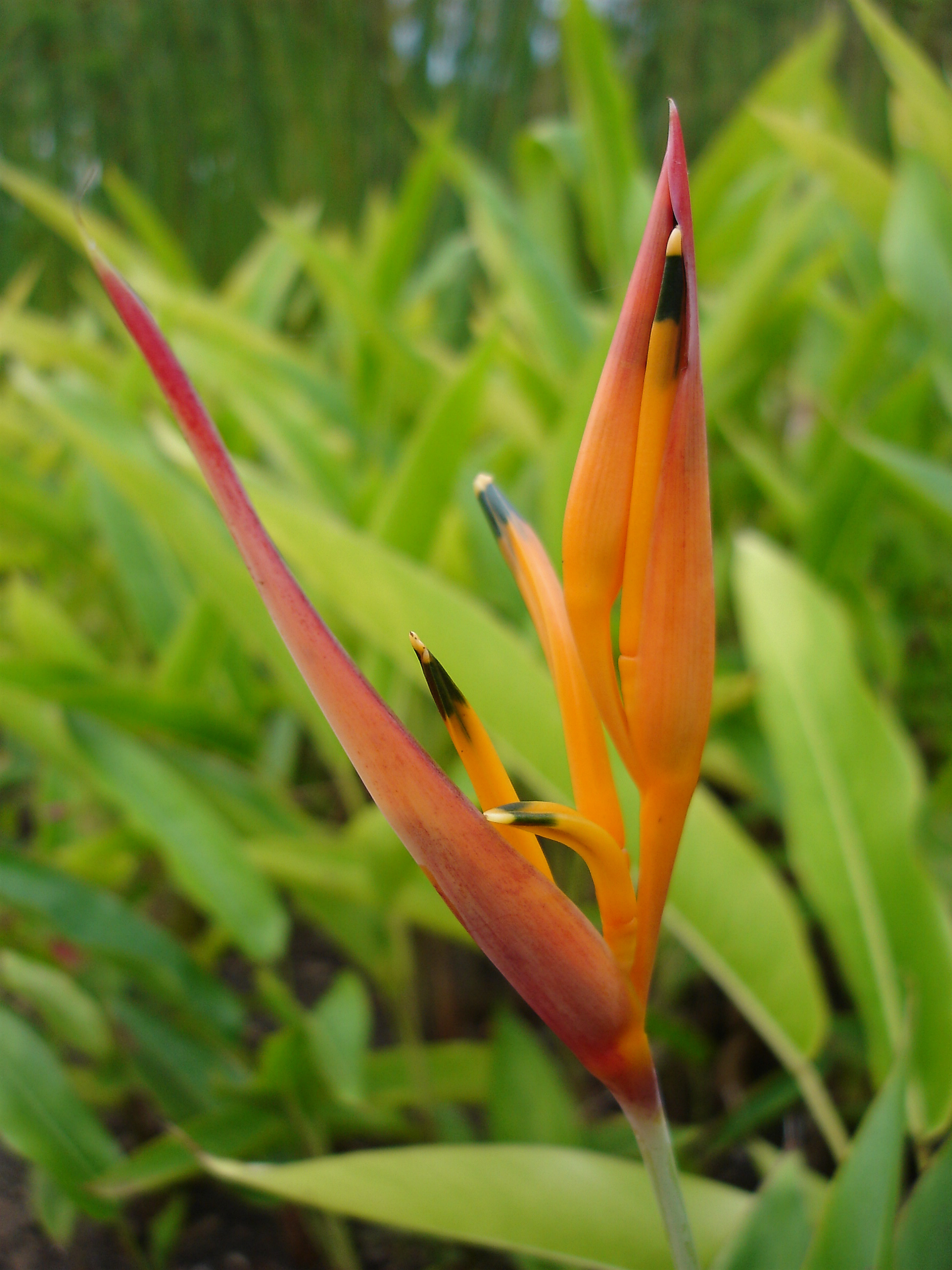
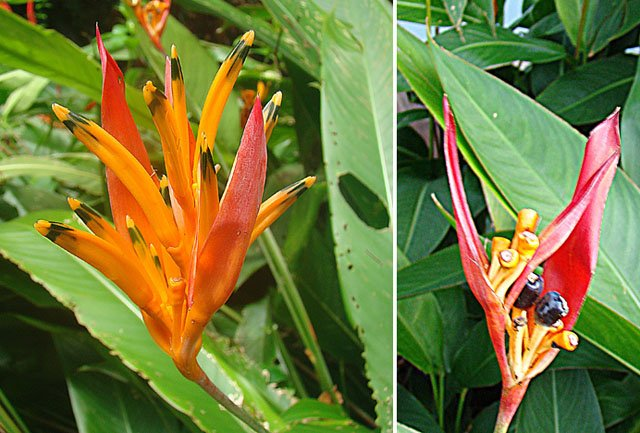
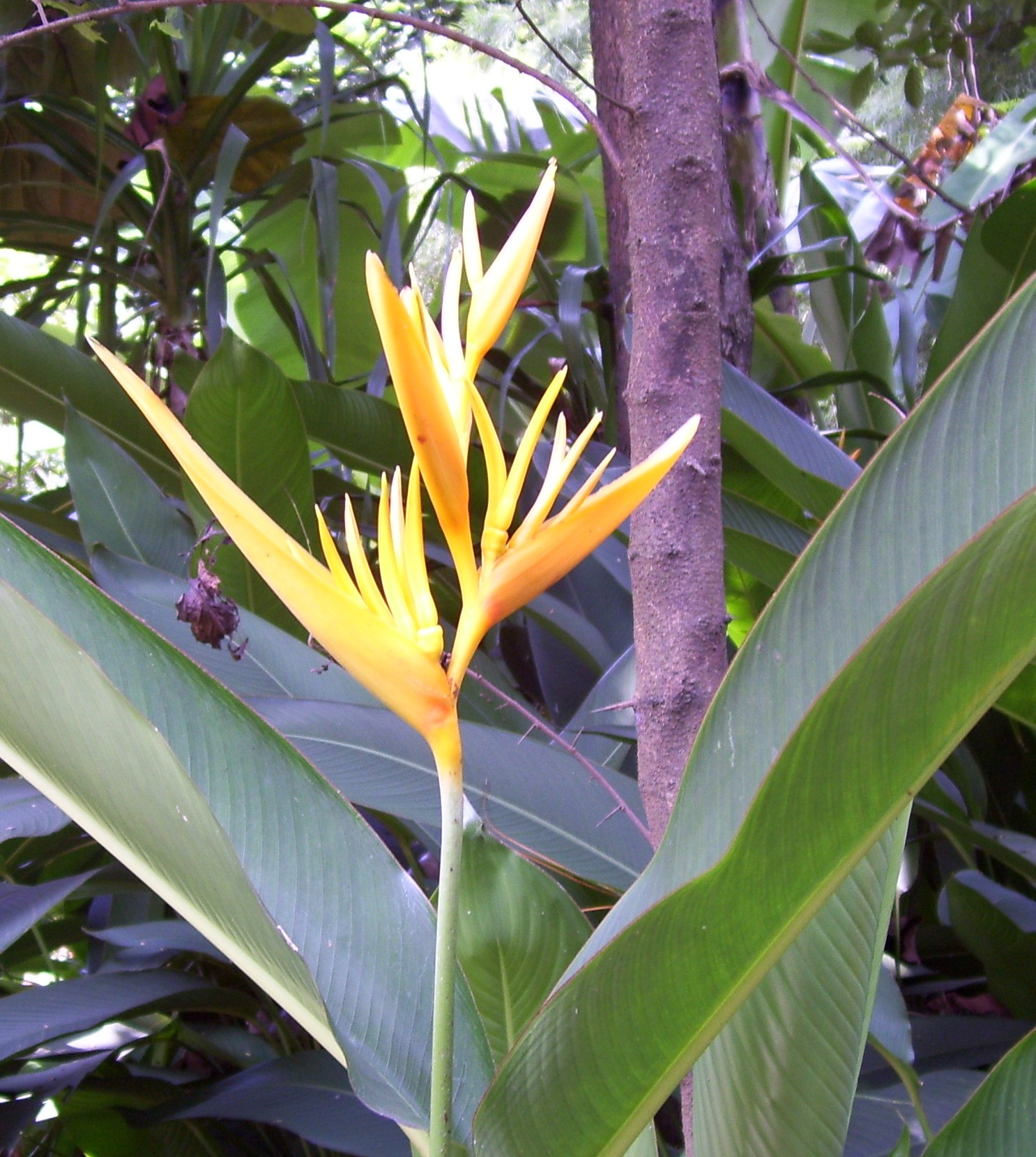
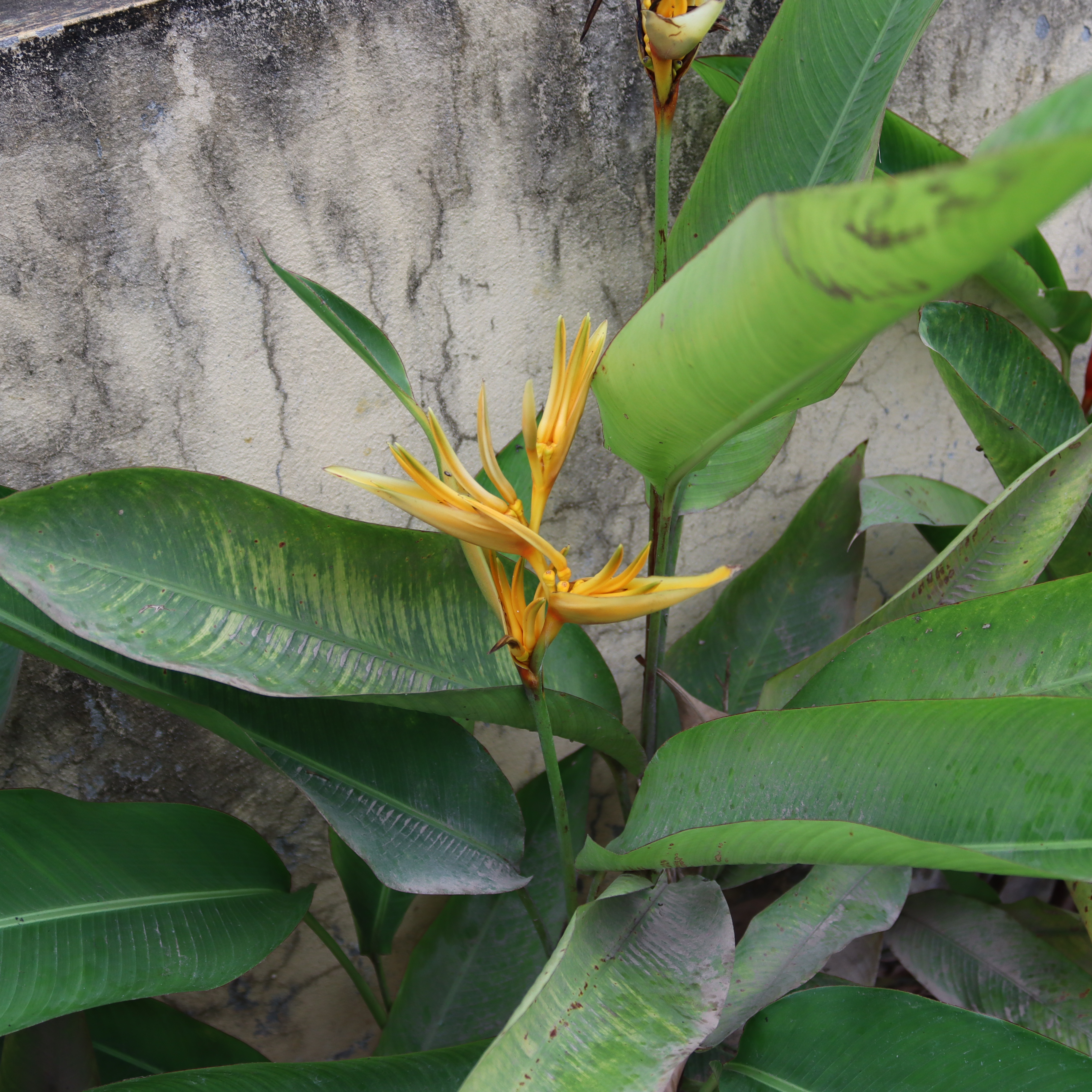
Chuối mỏ két màu vàng bên trong khuông viên Học viện Nông nghiệp Việt Nam